# Fußballauswahl der Westsahara
Die Fußballauswahl von Westsahara ist die Nationalmannschaft des von Marokko besetzten Gebietes Westsahara und der Fédération Sahraoui du Footballe unterstellt. Da der Verband kein Mitglied der CAF und der FIFA ist, nimmt die Mannschaft nicht an Afrika- oder Weltmeisterschaften teil. Der Verband ist seit Dezember 2003 provisorisches Mitglied im NF-Board, einer Vereinigung von Nicht-FIFA-Mitgliedern.
Die Mannschaft wird derzeit von Sidahmed Erguibi Ahmed Baba Haiai trainiert. 